# Täglicher Hafenbericht
Der Tägliche Hafenbericht (kurz THB – Deutsche Schifffahrts-Zeitung) ist eine seit 1948 erscheinende Fachzeitung mit Nachrichten aus allen Bereichen der maritimen Wirtschaft. Der THB ist die einzige täglich erscheinende Schifffahrts-Zeitung im deutschsprachigen Raum. Diese wird von der DVV Media Group herausgegeben und erscheint fünfmal wöchentlich, Montag bis Freitag, in einer verbreiteten Auflage von ca. 2.450 Exemplaren als Druckausgabe und als Elektronische Zeitung. Der THB versteht sich als das Leitmedium der maritimen Wirtschaft.
Schwerpunkte sind Fachberichterstattungen aus allen Bereichen der maritimen Wirtschaft wie Green Shipping, Maritim 4.0, Schiffbau, Hafenwirtschaft, Verkehrswirtschaft, Industrie. Rubriken wie Frachtabschlüsse und Schiffsbewegungen in allen deutschen Häfen und im Nord-Ostsee-Kanal ergänzen das Redaktionsprogramm. Der THB wendet sich an die Experten und Entscheider in der maritimen Wirtschaft und erreicht über 10.000 Leser täglich.
Regelmäßig erscheint der THB mit Sonderbeilagen, die umfassende Hintergrundinformationen zu wichtigen Veranstaltungen und Themen der maritimen Wirtschaft liefern wie z. B. Niedersächsischen Hafentag, Bremische Häfen, Hafen Hamburg, Karriere & Ausbildung.